# ハンク・ネルケン
ハンク・ネルケン (Hank Nelken) は、アメリカ合衆国の脚本家。

## 経歴
ネルケンは、ミシシッピ州グリーンビルに生まれ、テキサス州ダラスの高等学校に学んだ。十代からビデオ関係の仕事に関わり、結婚式や、ユダヤ教の成人の儀式であるバル・ミツワーの撮影などを手がけていた。大学は、南カリフォルニア大学映画・テレビ学部で学んだ。在学中に、ネルケンは多数の短編映画を監督したが、その中には、未来社会を舞台に決して逢うことのない二人が恋に落ちるという風刺劇『Lets Do Love』も含まれていた。

## 作品
ネルケンが監督した短編映画『Fifteen Minutes』は、南カリフォルニア大学の the USC First Look Festival で初公開された。その後、彼はグレッグ・デポールと組んで仕事をするようになった。1998年から2001年にかけて、ネルケンとデポールは、いくつかの脚本を共同で執筆し、その中には2001年の映画『マテリアル・ウーマン (Saving Silverman)』も含まれていた。デポールと別れた後、ネルケンが書いた脚本『Mama's Boy』をワーナー・ブラザースが買い取り、2007年の映画『ママ男 (Mama's Boy)』がワーナー・インディペンデント・ピクチャーズによって制作され、ジョン・ヘダー、ダイアン・キートン、ジェフ・ダニエルズ、アンナ・ファリスが出演した。『Mr. Blandings Builds His Dream House』と仮称されて始められたプロジェクトは、『ボクらのママに近づくな!  (Are We There Yet?)』の続編として、アイス・キューブが主演した『ボクらのママに近づくな! 2 (Are We Done Yet?)』となった。
2016年には、ネルケンがワーナーのために、アニメ・キャラクターのスピーディー・ゴンザレスを取り上げた脚本を、メキシコ人俳優エウヘニオ・デルベスの主演、制作で準備していると報じられた。
ネルケンは、テレビ番組の企画にもいろいろ関わっており、またカリフォルニア大学ロサンゼルス校 (UCLA) で脚本の書き方を教えたこともある。